# فیلم‌شناسی کیم سه رون
کیم سه رون (کره‌ای: 김새론؛ ۳۱ ژوئیه ۲۰۰۰ – ۱۶ فوریه ۲۰۲۵) بازیگر اهل کره جنوبی بود. او حرفهٔ خود را به عنوان بازیگر کودک در سن نه سالگی آغاز کرد و با فیلم‌های یک زندگی جدید (۲۰۰۹) و مردی از هیچ‌کجا (۲۰۱۰) به شهرت رسید. با رسیدن کیم به دوران نوجوانی، او در نقش‌های اصلی بیشتری بازی کرد که از جمله آن‌ها می‌توان به فیلم دختری در درب خانه‌ام (۲۰۱۴) اشاره کرد. او همچنین در مجموعه‌های تلویزیونی از جمله به صدای قلبم گوش کن (۲۰۱۱)، کلاس ملکه (۲۰۱۳) و عشق در دبیرستان (۲۰۱۴) ایفای نقش کرد. اولین نقش اصلی بزرگسال او در مجموعه تلویزیونی آیینه جادوگر (۲۰۱۶) بود.

## فیلم

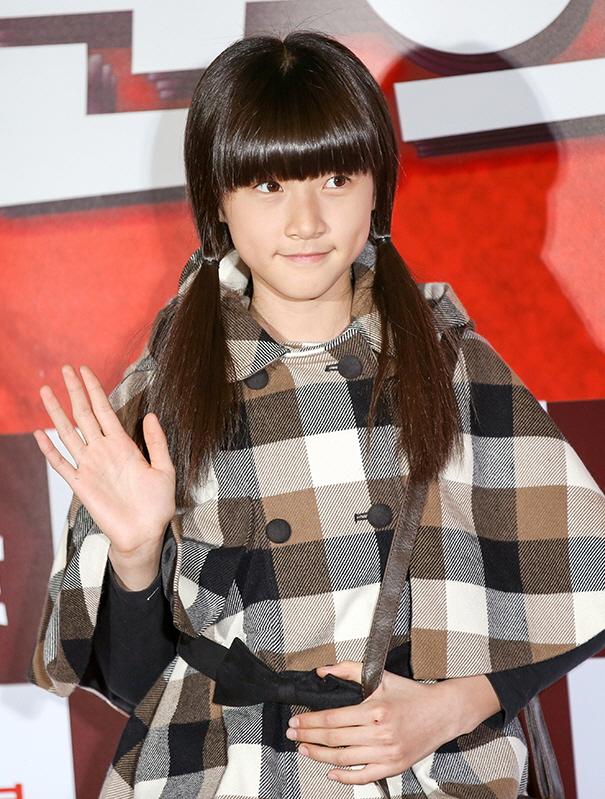
در دسامبر ۲۰۱۲

| سال  | عنوان               | نقش                    | توضیحات      | منابع  |
| ---- | ------------------- | ---------------------- | ------------ | ------ |
| ۲۰۰۹ | یک زندگی جدید       | جین هی                 |              |        |
| ۲۰۱۰ | مردی از هیچ‌کجا      | جونگ سو می             |              |        |
| ۲۰۱۱ | من یک پدر هستم      | هان مین جی             |              |        |
| ۲۰۱۲ | باربی               | سون یونگ               |              | [ ۳ ]  |
| ۲۰۱۲ | همسایه‌ها            | یو سو یون / وون یو سون |              | [ ۴ ]  |
| ۲۰۱۴ | منشین: ده هزار روح  | جوانی کیم گوم هوا      |              | [ ۵ ]  |
| ۲۰۱۴ | دختری در درب خانه‌ام | سون دو هی              |              | [ ۶ ]  |
| ۲۰۱۴ | منهول               | سو جونگ                |              | [ ۷ ]  |
| ۲۰۱۶ | بازیگر بزرگ         |                        | حضور افتخاری | [ ۸ ]  |
| ۲۰۱۷ | جاده برفی           | کانگ یونگ ئه           |              |        |
| ۲۰۱۸ | روستایی‌ها           | کانگ یوجین             |              | [ ۹ ]  |
| ۲۰۲۵ | مرد گیتار           | ن/م                    |              | [ ۱۰ ] |
| ن/م  | ما هر روز هستیم     | هان یو وول             |              | [ ۱۱ ] |

## مجموعه تلویزیونی

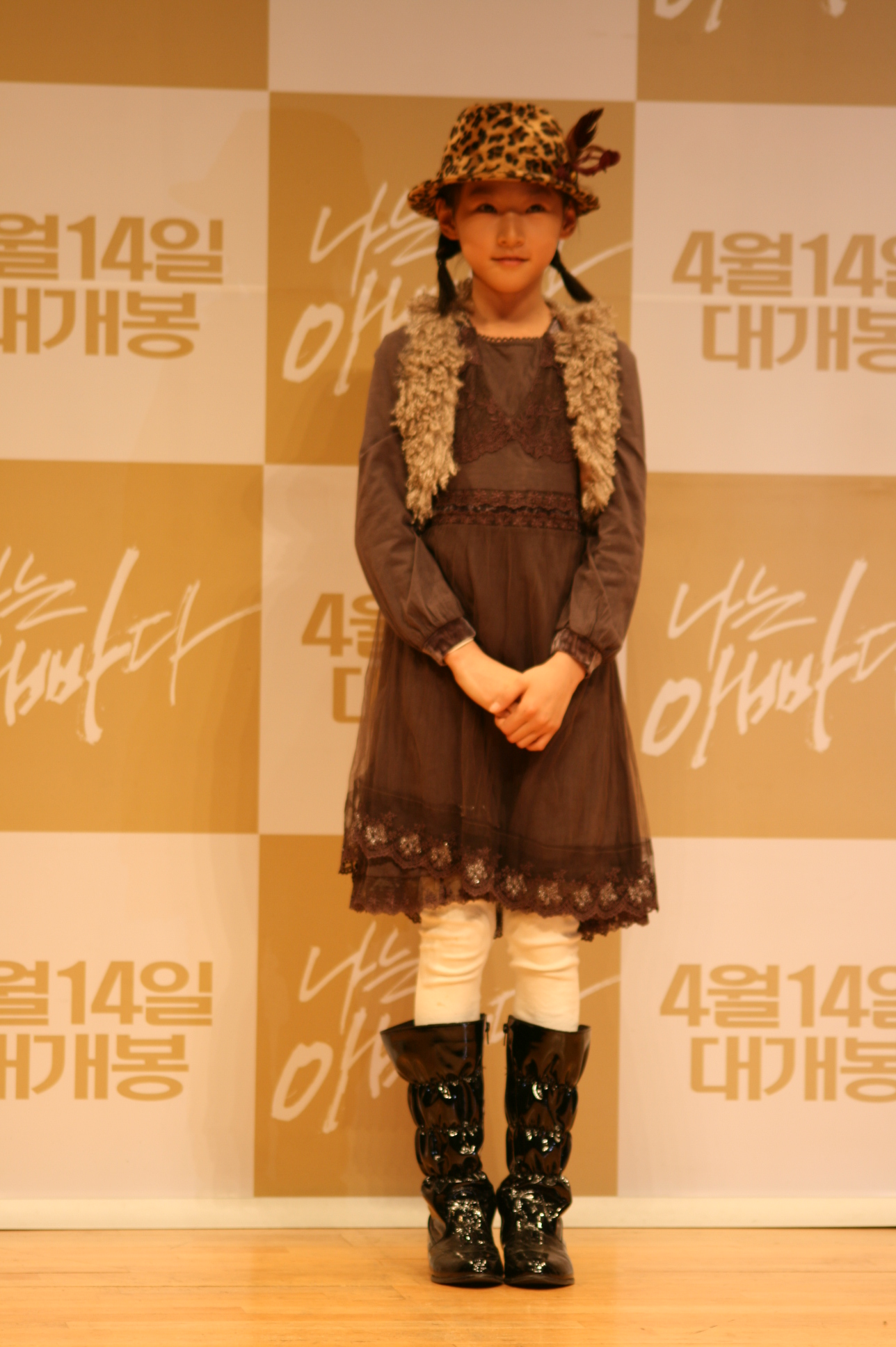
در مارس ۲۰۱۱

| سال  | عنوان                     | نقش                   | توضیحات                | منابع         |
| ---- | ------------------------- | --------------------- | ---------------------- | ------------- |
| ۲۰۱۱ | به صدای قلبم گوش کن       | جوانی بونگ وو ری      |                        | [ ۱۲ ]        |
| ۲۰۱۱ | باغ بهشت                  | کانگ اون سو           |                        | [ ۱۳ ]        |
| ۲۰۱۲ | پادشاه مد                 | جوانی لی گا یونگ      |                        |               |
| ۲۰۱۲ | من به عشق نیاز دارم ۲     | یون گی هیون           | حضور افتخاری           | [ ۱۴ ]        |
| ۲۰۱۲ | مامان بازیگری می‌کنه       | پارک سه رون           |                        | [ ۱۵ ]        |
| ۲۰۱۲ | دلم برات تنگ شده          | بو را                 | حضور افتخاری (قسمت ۱۱) | [ ۱۶ ]        |
| ۲۰۱۳ | کلاس ملکه                 | کیم سو هیون           |                        | [ ۱۷ ]        |
| ۲۰۱۴ | عشق در دبیرستان           | لی سول بی             |                        | [ ۱۸ ]        |
| ۲۰۱۵ | جاده برفی                 | کانگ یونگ ئه          |                        | [ ۱۹ ]        |
| ۲۰۱۵ | وسوسه فریبنده             | جوانی شین اون سو      |                        | [ ۲۰ ]        |
| ۲۰۱۶ | آیینه جادوگر              | شاهدخت سو ری / یون هی |                        | [ ۲۱ ]        |
| ۲۰۱۹ | قدرت نفوذ                 | گو نا بیول            |                        | [ ۲۲ ]        |
| ۲۰۲۰ | هیچ‌کس نمی‌داند             | جوانی چا یونگ جین     |                        | [ ۲۳ ]        |
| ۲۰۲۱ | درامای ویژه کی‌بی‌اس: «قصر» | سوسانگ                | درام یک قسمتی          | [ ۲۴ ] [ ۲۵ ] |

## مجموعه اینترنتی
| سال  | عنوان              | نقش                        | توضیحات                     | منابع  |
| ---- | ------------------ | -------------------------- | --------------------------- | ------ |
| ۲۰۱۵ | ادامه دارد         | جونگ آه رین                |                             | [ ۲۶ ] |
| ۲۰۱۹ | پلی‌لیست عشق        | سو جی مین                  | فصل ۴                       | [ ۲۷ ] |
| ۲۰۲۱ | شمن بزرگ گا دو شیم | گا دو شیم                  |                             | [ ۲۸ ] |
| ۲۰۲۲ | بوسه حس ششم        | نقش اصلی زن در فیلم 'هارو' | حضور افتخاری (قسمت ۳، ۵، ۹) | [ ۲۹ ] |
| ۲۰۲۳ | سگ‌های شکاری        | چا هیون جو                 | قسمت‌های ۱–۶                 | [ ۳۰ ] |

## میزبان
| سال       | عنوان          | نقش         | توضیحات                                    | منابع  |
| --------- | -------------- | ----------- | ------------------------------------------ | ------ |
| ۲۰۱۵–۲۰۱۷ | شو! میوزیک کور | میزبان اصلی | به همراه کیم مین جه، چا اون وو و لی سو مین | [ ۳۱ ] |

## موزیک ویدئو
| سال  | نام ترانه                                           | آرتیست                     | توضیحات              | منابع  |
| ---- | --------------------------------------------------- | -------------------------- | -------------------- | ------ |
| ۲۰۱۴ | «جک‌پات» (Jackpot; 잭팟)                             | بلاک بی                    |                      | [ ۳۲ ] |
| ۲۰۲۱ | «اشک‌های فارغ‌التحصیلی» (Graduation Tears; 졸업 눈물) | یون جونگ شین               | به همراه کیم یونگ ده | [ ۳۳ ] |
| ۲۰۲۳ | «تلخ و شیرین» (Bittersweet)                         | ئی‌ال برادرز، کریستین کارلس |                      | [ ۳۴ ] |